# Lormont

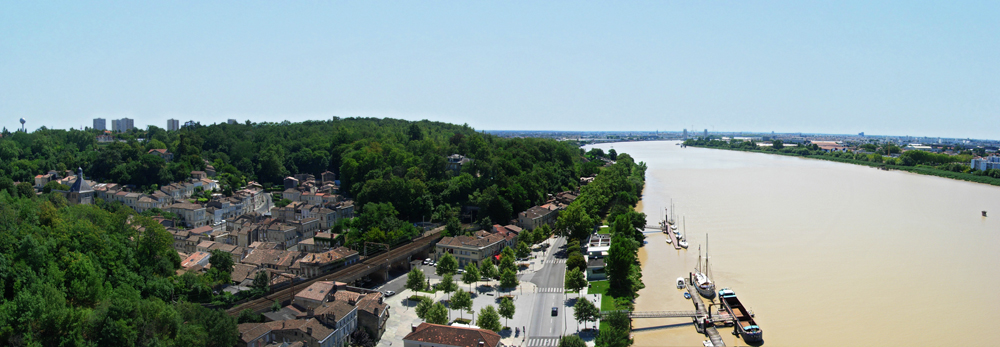

 Lormont es una población y comuna francesa, situada en la región de Nueva Aquitania, departamento de Gironda, en el distrito de Burdeos y cantón de Lormont.

## Demografía
| 1 888                     | 1 423 | 1 565 | 1 598 | 2 383 | 2 147 | 2 529 | 2 900 | 2 760 | 2 921 | 2 962 | 2 762 | 2 858 | 2 863 | 3 138 | 3 236 | 3 205 | 3 072 | 3 184 | 3 303 | 4 029 | 4 046 | 4 248 | 4 109 | 4 268 | 5 196 | 5 976 | 10 774 | 18 719 | 20 910 | 21 591 | 21 343 | 20 636 |
| (Fuente: INSEE y Cassini) |       |       |       |       |       |       |       |       |       |       |       |       |       |       |       |       |       |       |       |       |       |       |       |       |       |       |        |        |        |        |        |        |

Forma parte del área urbana de Burdeos.

## Monumentos
El monumento a los muertos de la guerra de 1914-1918 en Lormont, es una obra de 1921, del escultor Edmond Chrètien.